# Lauerz
Lauerz is een gemeente en plaats in het Zwitserse kanton Schwyz, en maakt deel uit van het district Schwyz.
Lauerz telt 1.060 inwoners.